# Cardamine umbellata
Cardamine umbellata är en korsblommig växtart som beskrevs av Edward Lee Greene. Cardamine umbellata ingår i släktet bräsmor, och familjen korsblommiga växter. Inga underarter finns listade i Catalogue of Life.